# Yūji Yokoyama
Pour les articles homonymes, voir Yokoyama.
Yūji Yokoyama (横山 雄次, Yokoyama Yūji) est un footballeur japonais né le 6 juillet 1969. Il est milieu de terrain reconverti entraîneur.